# بخش مرکزی شهرستان دره‌شهر
بخش مرکزی شهرستان دره‌شهر یکی از بخش‌های تابعه شهرستان دره‌شهر در استان ایلام در غرب ایران است.

## تقسیمات کشوری
- بخش مرکزی شهرستان دره‌شهر: 
  - دهستان ارمو
  - دهستان زرین‌دشت

شهرها: دره‌شهر

## جمعیت
بنابر سرشماری مرکز آمار ایران، جمعیت بخش مرکزی شهرستان دره‌شهر در سال ۱۳۸۵ برابر با 79365 و جمعیت شهرستان دره شهر در سال ۱۳۹۰ برابر با ۵۹٫۵۵۱ نفر بوده است.